# Occey
Occey is een gemeente in het Franse departement Haute-Marne (regio Grand Est) en telt 143 inwoners (2004). De plaats maakt deel uit van het arrondissement Langres.

## Geografie
De oppervlakte van Occey bedraagt 17,4 km², de bevolkingsdichtheid is 8,2 inwoners per km².
De onderstaande kaart toont de ligging van Occey met de belangrijkste infrastructuur en aangrenzende gemeenten.

## Demografie
Onderstaande figuur toont het verloop van het inwonertal (bron: INSEE-tellingen).